# Jacinta Balbela
Jacinta Balbela de Delgue (Belén, Salto; 29 de septiembre de 1919 - Montevideo; 26 de octubre de 2007) fue una magistrada uruguaya, ministra de la Suprema Corte de Justicia de su país entre 1985 y 1989.

## Biografía
Graduada como abogada en 1945, ingresó al Poder Judicial en 1952 como jueza de Paz del departamento de Salto. En 1960 fue ascendida a Jueza Letrada en el mismo departamento. En 1967 pasó a ser Jueza Letrada en la ciudad de Las Piedras, departamento de Canelones, y un año después pasó a ser Jueza en materia penal en Montevideo.
En 1973 fue ascendida al cargo de ministra del Tribunal de Apelaciones en lo Penal de 1.er Turno, donde permaneció durante doce años, pasando a ser la ministra de los Tribunales de Apelaciones más antigua después de Armando Tommasino, integrante del mismo tribunal.
Tras la restauración de la democracia, el 15 de mayo de 1985 fue nombrada por la Asamblea General como ministra de la Suprema Corte de Justicia, el órgano máximo del Poder Judicial del Uruguay. Fue la segunda mujer en ocupar un cargo en dicho cuerpo, y la primera en hacerlo durante un período de gobierno democrático. Ocupó la Presidencia de la Corte durante el año 1987.
Durante su periodo en el cargo le correspondió fallar sobre uno de los temas más divisivos de la historia reciente en el Uruguay, la Ley de Caducidad, a cuya constitucionalidad se opuso.
Cesó en su cargo como ministra de la Suprema Corte de Justicia en septiembre de 1989, al cumplir los 70 años, edad máxima establecida por la Constitución del país para el desempeño de cargos judiciales. Posteriormente, en la primera mitad de la década de 1990, se desempeñó como codirectora del Instituto Latinoamericano de Prevención del Delito de las Naciones Unidas (ILANUD), junto al destacado penalista argentino Eugenio Raúl Zaffaroni.
Escribió numerosos artículos sobre temas jurídicos, fundamentalmente respecto a temas de Derecho Penal, Derechos Humanos y Derecho de Familia.
Falleció en 2007 en Montevideo. Sus restos yacen en el Cementerio del Norte de Montevideo.

## Publicaciones
- Código de la Infancia y la Adolescencia, comentado y anotado (con Ricardo Pérez Manrique)